# Villamuera de la Cueza
Villamuera de la Cueza település Spanyolországban, Palencia tartományban. Villamuera de la Cueza Villanueva del Rebollar, Riberos de la Cueza, Calzada de los Molinos, Carrión de los Condes, Villoldo, Paredes de Nava és Cardeñosa de Volpejera községekkel határos. Lakosainak száma 37 fő (2024).

## Népesség
A település népessége az elmúlt években az alábbi módon változott:
| Lakosok száma | 63   | 60   | 64   | 60   | 50   | 46   | 46   | 43   | 38   | 37   |
|               | 2001 | 2004 | 2007 | 2009 | 2012 | 2014 | 2017 | 2019 | 2022 | 2024 |